# Egan (Dakota du Sud)
Pour les articles homonymes, voir Egan.
Egan est une municipalité américaine située dans le comté de Moody, dans l'État du Dakota du Sud. Selon le recensement de 2010, elle compte 278 habitants. La municipalité s'étend sur 1,07 milles carrés (2,77 km2).
Fondée en 1880, la ville doit son nom à un représentant du Milawaukee Railroad.

## Démographie
| 1880 | 1890 | 1900 | 1910 | 1920 | 1930 |
| ---- | ---- | ---- | ---- | ---- | ---- |
| 23   | 399  | 503  | 516  | 569  | 419  |

| 1940 | 1950 | 1960 | 1970 | 1980 | 1990 |
| ---- | ---- | ---- | ---- | ---- | ---- |
| 418  | 347  | 310  | 281  | 248  | 208  |

| 2000 | 2010 | - | - | - | - |
| ---- | ---- | - | - | - | - |
| 265  | 278  | - | - | - | - |